# 敦巴頓橡樹園
敦巴顿橡树园是一座位于美国首都华盛顿哥伦比亚特区市郊的历史建筑。庄园建于1920年，曾为罗伯特·布利斯（Robert Bliss, 1875-1962）及其妻子米尔德里德·布利斯（Mildred Bliss, 1879-1969）的宅邸。1940年，布利斯夫妇将庄园赠予哈佛大学，成立敦巴顿橡树园研究图书馆及收藏库（英語：The Dumbarton Oaks Research Library and Collection）。1944年，著名的敦巴顿橡树园会议即是在此召开。
现时该学会专注于拜占庭、前哥伦布时期历史研究，以及园艺设计与园林建筑研究。并通过研究团体、研讨会、展览与出版物展示其研究成果。敦巴顿橡树园的馆藏与花园向公众开放，园内亦会举办公共讲座与音乐会。

## 历史

### 早期历史
敦巴顿橡树园所在之地原为1702年由安妮女王授予尼恩·比尔（Ninian Beall, 约1625-1717）上校的敦巴顿岩石（Rock of Dumbarton）。1801年，威廉·多尔西（William Hommond Dorsey, 1764-1818）在现时园内中心建筑所在地建起了第一幢屋宇及一个温室。19世纪中期，爱德华·林西科姆（Edward Magruder Linthicum, 1787-1869）购入庄园并大面积扩展了原有建筑，此外，他还将庄园更为“橡树园”（The Oaks）。庄园后来成为参议员及副总统约翰·卡尔霍恩（John C. Calhoun, 1782-1850）在华盛顿的寓所。1891年，橡树园为亨利·布朗特（Henry F. Blount）所购入。

### 布利斯时代

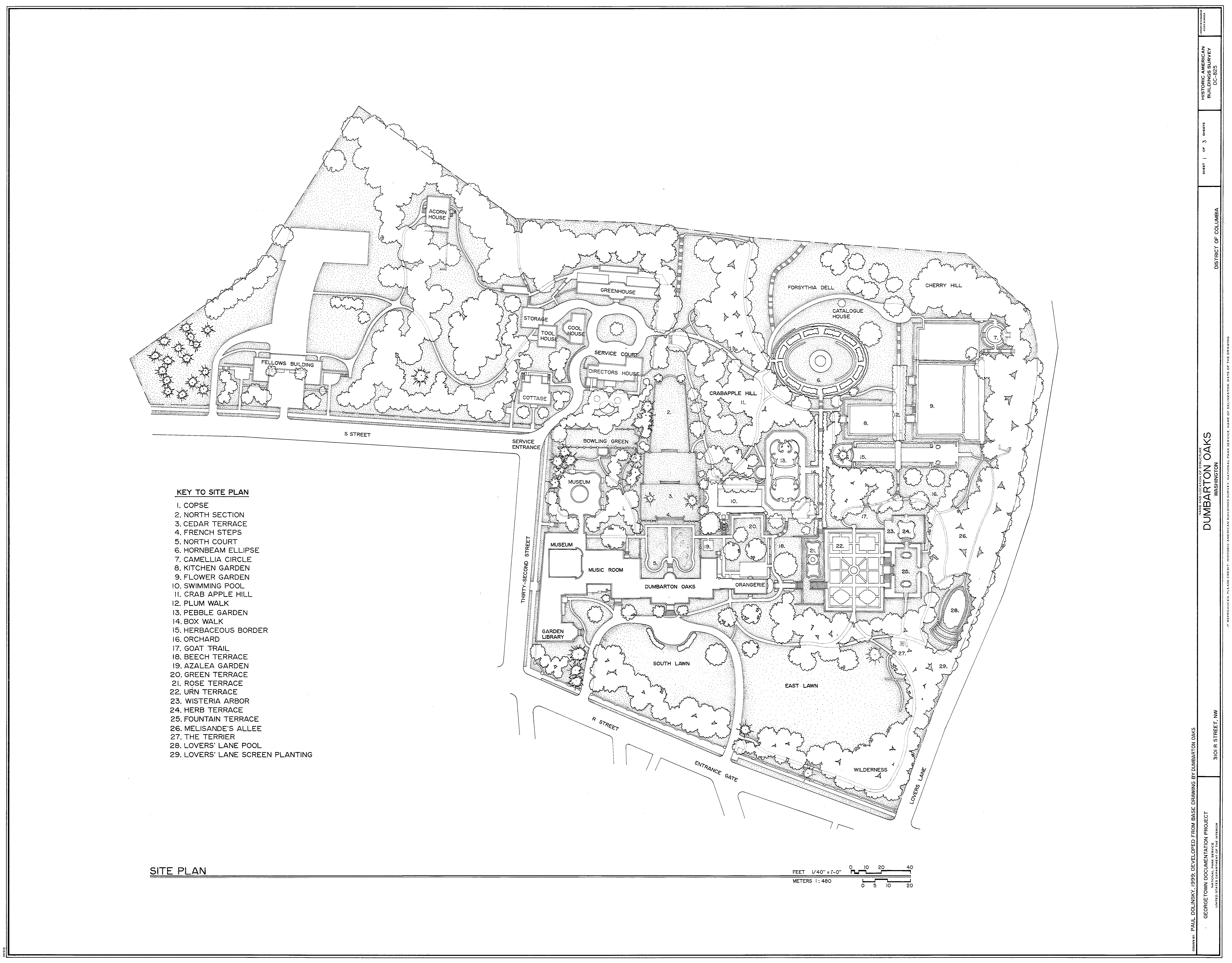
敦巴顿橡树园平面图

1920年，布利斯夫妇（Mildred & Robert Wood Bliss）购买了庄园，并在1933年结合原有的两个名字将其命名为敦巴顿橡树园。1921年至1923年间，布利斯夫妇聘请了建筑师弗里德里克·布鲁克（Frederick H. Brooke, 1876-1960）翻修并扩建了庄园大宅。布鲁克在原有的林西科姆时代意大利式的结构上兴建了一幢殖民复兴风格的住宅。布利斯夫妇入主庄园期间，庄园一度扩增至54英亩（约22万平方公尺）。1921年至1947年间，布利斯夫妇又雇佣园林设计师碧翠丝·法兰德（Beatrix Farrand, 1872-1959）配合米尔德里德·布利斯女士（Mildred Bliss）为庄园添置了一系列阶梯式的花园和一片野地。布利斯时代庄园增添了不少建筑，包括四幢佣人住宅（1926年建）、一间音乐厅（1928年建）和主管宿舍（1933年建造）。其中音乐厅由纽约麦金米德与怀特建筑师事务所的劳伦斯·怀特（Lawrence Grant White, 1887-1956）负责设计，主管宿舍则由法兰德设计。主管宿舍后来更名为教员大楼（Fellows Building），现在则称作礼宾部（Guests House）。
自1933年退休住进橡树园之后，布利斯夫妇便开始着手创建他们的研究机构。在此期间由他们大量购置艺术藏品和参考书成为了今日研究图书馆及收藏库的核心内容。1938年，布利斯夫妇聘用了建筑师托马斯·沃特曼（Thomas T. Waterman, 1900-1951）修建了两个展馆用于放置他们的拜占庭艺术藏品和8000卷藏书。1940年，布利斯夫妇将庄园（连同16英亩土地）捐赠给了罗伯特·布利斯（Robert Bliss）的母校哈佛大学。布利斯将另外的27英亩土地捐赠给国家公园管理局，以建立敦巴顿橡树园公园。
1941年，哈佛大学管理下的庄园新确立了管理架构：由哈佛大学校长和教员占多数的托管会，负责任命包括行政委员会在内的所有下属机构。行会负责监督研究所的运行，并向托管会推举出待任命的人选。哈佛大学教授兼福格美术馆副馆长保罗·萨克斯（Paul J. Sachs）担任行会的首任主席。1953年开始，该职由教务长或院系主任担任。1961年起至今，行会主席一直由哈佛校长担任。

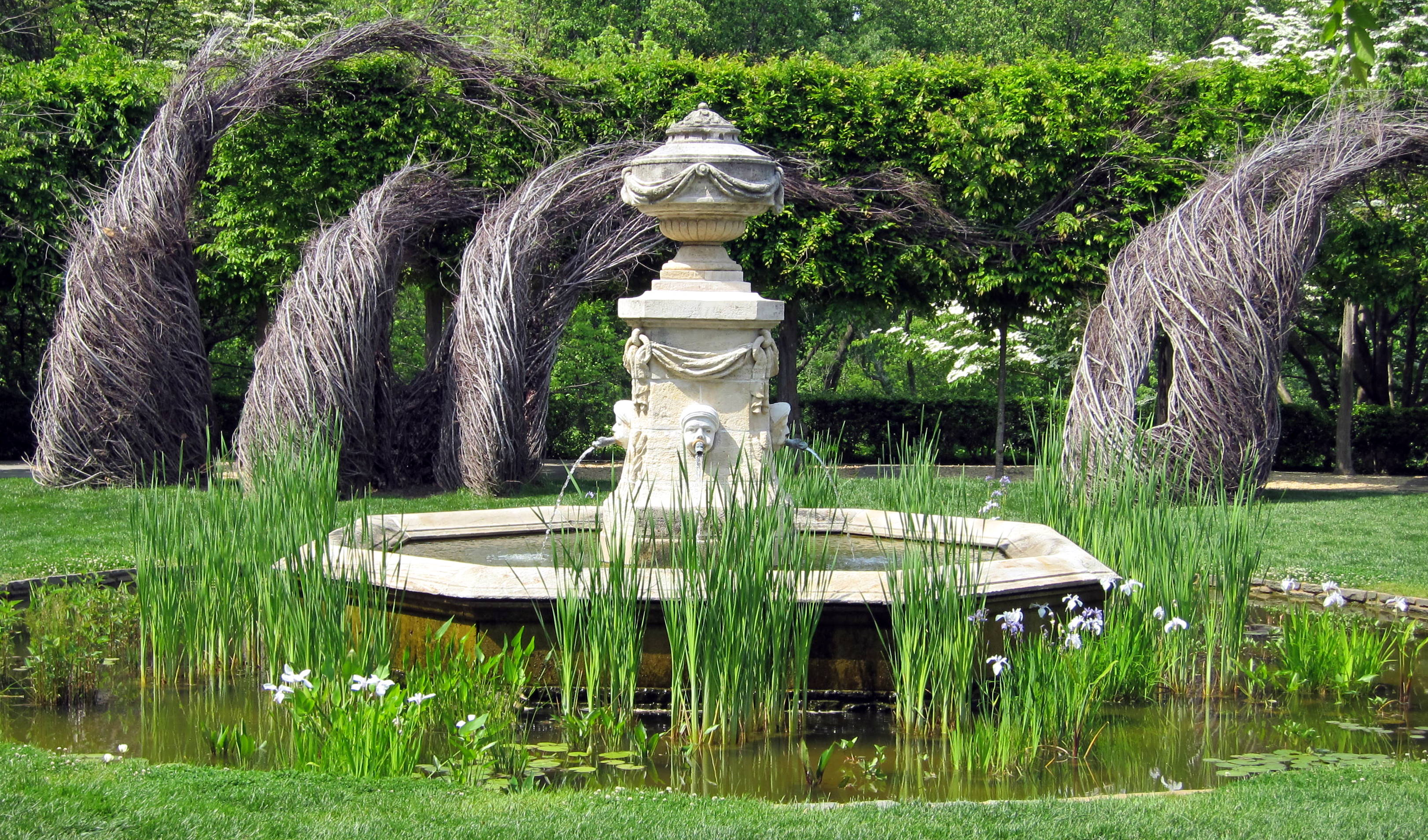
花园里的一个喷泉

早年，行政委员会通常任命一个学者会用以推荐各类学术活动。学者会最早成立于1942年，11位成员中有7位来自于哈佛大学。到1960年时，成员数增至22人。1952年，该组织改名为拜占庭研究学者会。1953年，研究所新增一个主管花园事务的园林顾问委员会。该委员会后来还负责花园图书馆的运作。1963年，前哥伦布时期艺术顾问委员会成立。行会历史上也曾经委任过一个监事会，令其主管福利及制定长期目标。但该委员会于1960年被废除，由一个顾问会取而代之。
1960年代早期，布利斯夫妇为招徕更多的学术活动，资助建立了庄园的两个新翼。其中一个由建筑师菲利普·约翰逊（Philip Johnson, 1906-2005）设计的新翼成为了前哥伦比亚时期美洲艺术的展厅和图书馆；另一翼则是由纽约惠金（Wythe King）建筑事务所的弗里德里克·金（Frederic Rhineland King, 1887-1972）所设计的花园图书馆，专供陈列那些布利斯收藏的植物和园艺建筑善本。

#### 《敦巴顿橡树园协奏曲》

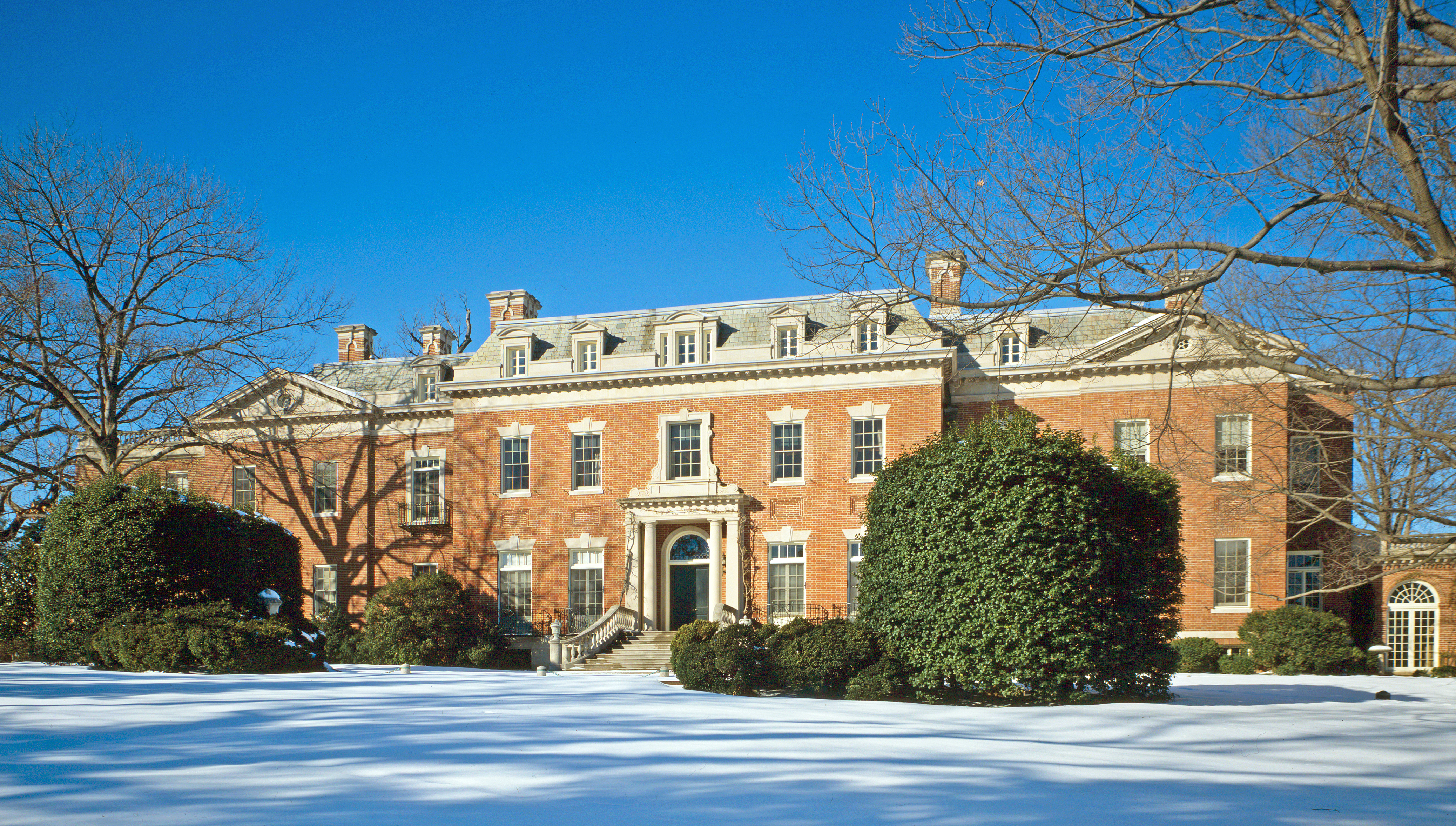
敦巴顿橡树园大宅

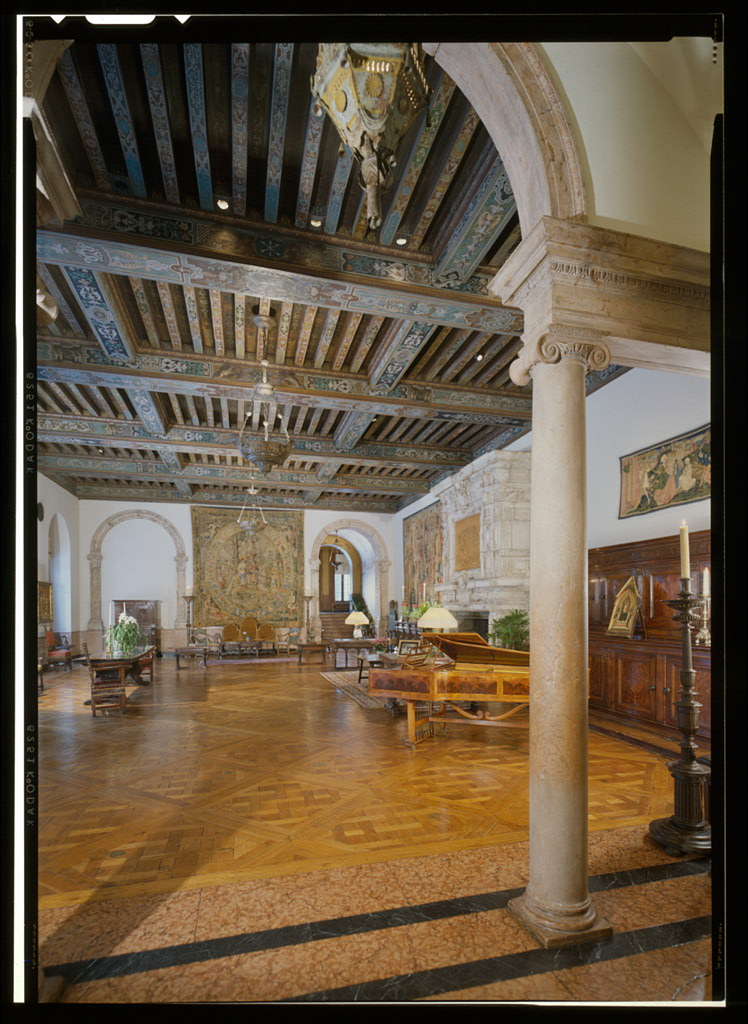
敦巴顿橡树园的音乐厅

1937年，为庆祝布利斯夫妇结婚30周年纪念日，米德尔里德·敦巴顿委任伊戈尔·斯特拉温斯基（Igor Stravinsky, 1882-1971）根据巴赫的《勃兰登堡协奏曲》谱写一首新的协奏曲。 1938年5月8日，该曲在敦巴顿橡树园的音乐厅进行首次公演。由于斯特拉温斯基身体微恙，故改由纳迪娅·布朗热（Nadia Boulanger, 1887–1979）指挥。在布利斯的要求下，这首降E调的协奏曲副标题名为《敦巴顿橡树园8-v-1938》（Dumbarton Oaks 8-v-1938）。今日该曲称为《敦巴顿橡树园协奏曲》。斯特拉温斯基之后又分别在1947年4月25日与1958年5月8日布利斯夫妇金婚纪念日在敦巴顿音乐厅指挥了这首协奏曲。1954年1月24日，斯特拉温斯基在音乐厅指挥了他的另一首七重奏，并将其献敦巴顿橡树园研究图书馆与收藏室。

#### 敦巴顿橡树园会议
1944年夏末秋初，正值二战进入白热化阶段时，敦巴顿橡树园举行了一系列重要外交会议。这些会议正式称作“关于国际和平与安全的华盛顿会议”（Washington Conversations on International Peace and Security Organization）。来自中国、苏联、英国和美国的代表就成立一个维持世界和平与安全的国际组织的提议进行探讨。会议促成了次年《联合国宪章》在旧金山的签署。

### 后布利斯时代
布利斯夫人在其遗嘱的开头对自己和丈夫创立敦巴顿橡树园作出了如下的评价：
“在将我们名下的收藏赠予哈佛之际，我希望校长、教员及所有决策制定者在今后的日子里谨记：在敦巴顿翻开新一页历史时，我们对学者的选择应秉承宁缺毋滥的精神。因为敦巴顿不应仅是书籍和艺术品的汇集之处，更应是人文精神的摇篮；因为我们所留下的这栋宅邸和这些花园所具有的教育意义和人文价值是非凡无比的。
在敦巴顿橡树园从事研究的学者们，你们应当牢记：若混淆教导（Instruction）与教育（Education），人文精神则难以养成。我的亡夫与我希望人文学科的学习应以地中海式的方式为主导。我们希望花园（造园术）能在人文生活秩序中占据一席之地，树木也能成为高贵的存在，以致于我们的后代能对其加以呵护，亦不会去忽视或轻易摧毁它们。我谨此将这些责任训示后人，望他们能够延续我亡夫与我此生为敦巴顿所制定的凡种标准：卓越的学者及其学术研究、对文本与艺术的倾心解读、高品位的音乐、合乎礼节的自由讨论以及静谧空旷、古树环绕的庄园氛围。这些均是敦巴顿的图书馆与收藏室不可或缺的。若开放的敦巴顿橡树园能满足上述这些对学术研究的要求，则必能增进哈佛、美国与世界的学术研究之福祉。”
为确保能更好地履行这些责任，1969年布利斯夫人去世后，敦巴顿开始了缓慢的行政改革。1974年，园林顾问委员会被废除。1975年，由一个园艺顾问委员会取代之。同年，前哥伦布时期艺术顾问委员会更名为前哥伦布时期研究顾问委员会，拜占庭研究学者委员会被资深学者委员会取代。1981年，上述三个委员会合并为资深学者会。自1979年起，行政委员会人数改为四人，基本上均由哈佛大学校长、文理科系系主任、一个资深的哈佛教授（直至1994年）和敦巴顿的馆长出任。顾问会在1991年被废除。
敦巴顿橡树园继续资助考古发掘与艺术修复项目。1970年代，敦巴顿为塞浦路斯、叙利亚和土耳其的考古工作提供了资金。这些项目囊括前拜占庭帝国的领土范围。90年代中期，研究生开始资助中南美洲的考古项目。
2005年，敦巴顿橡树园新增了一个园丁住宅和一个44500平方英尺（约4130平方公尺）的图书馆。这两处建筑均为费城的文图里、斯各特与合伙人建筑行（Venturi, Scott Brown & Associates）的罗伯特·文图里（Robert Venturi, 19250-）设计。2008年，主楼的翻新工作完成。工程修复了一些庄园不同历史时期的房间，其中包括一些巴黎设计师阿曼德-阿尔伯特·拉多（Armand-Albert Rateau, 1882-1938）所设计的。此外，主楼新增了一个博物馆新翼。

## 研究项目
敦巴顿橡树园的宗旨是支持并增进三大领域的研究，分别为：拜占庭、前哥伦布时期、园艺及园林建筑。研究所通过举办一些奖学金项目，邀请全球各国的学者赴美进行为期一学年或持续一个暑期的独立研究。学者也能通过一个学术基金项目进行考古研究、材料分析和针对具体物品与遗迹的照相调查。除此之外，每个研究项目会资助学者举办讲座、研讨会和座谈会，同时也会帮助学者完成包括年报、会议纪要和专题论作在内的出版工作。

### 拜占庭研究
敦巴顿的拜占庭研究项目始于1940年，主要涉及拜占庭帝国（4世纪至15世纪）的文明与区域间文化交流。研究主题包括罗马帝国晚期、早期基督教、中世纪西欧、斯拉夫与近东文化。

### 前哥伦布时期研究

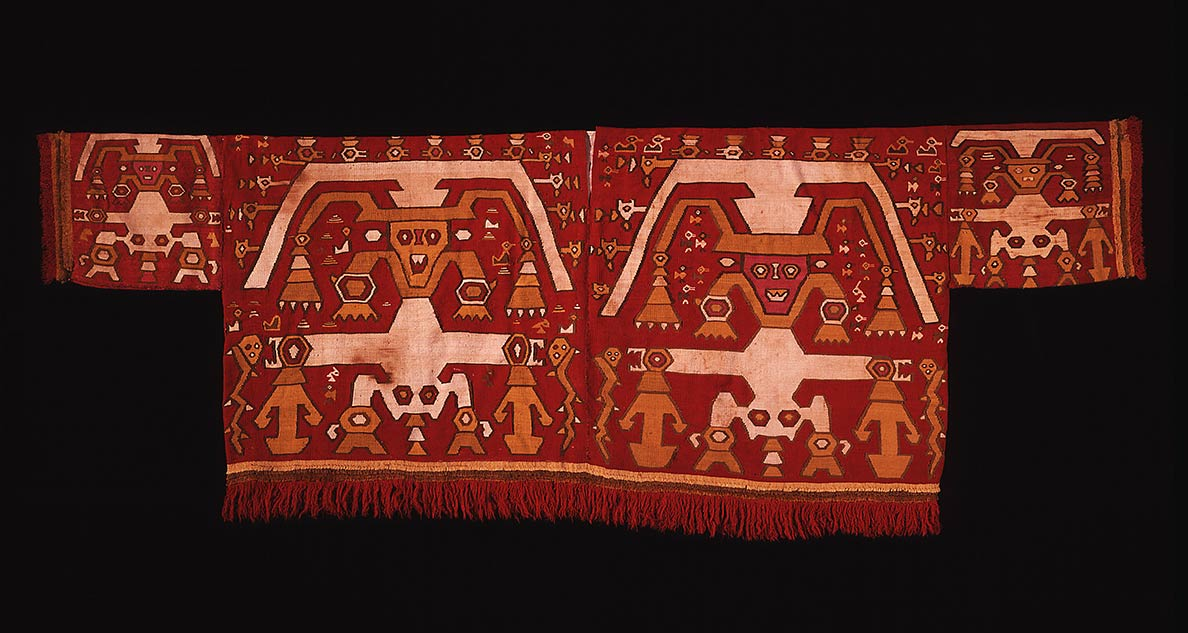
源于齐穆文化的织锦衣物（公元后1400-1540年）

前哥伦布时期（早期美洲）研究项目始于1963年，主要研究古代美洲艺术与考古。该项目关注于从上古时期到16世纪曾在中南美大陆繁荣的文化。

### 园艺及园林建筑研究
根据1951年的布利斯夫妇成立的敦巴顿橡树园基金会的条款，敦巴顿橡树园于1956年首次颁发了园林艺术的奖学金。然而， 园艺及园林建筑研究项目直至1969年才创办。该项目启动于1972年，用以支持对古今中外的园艺学及园林建筑学的研究。

## 展品

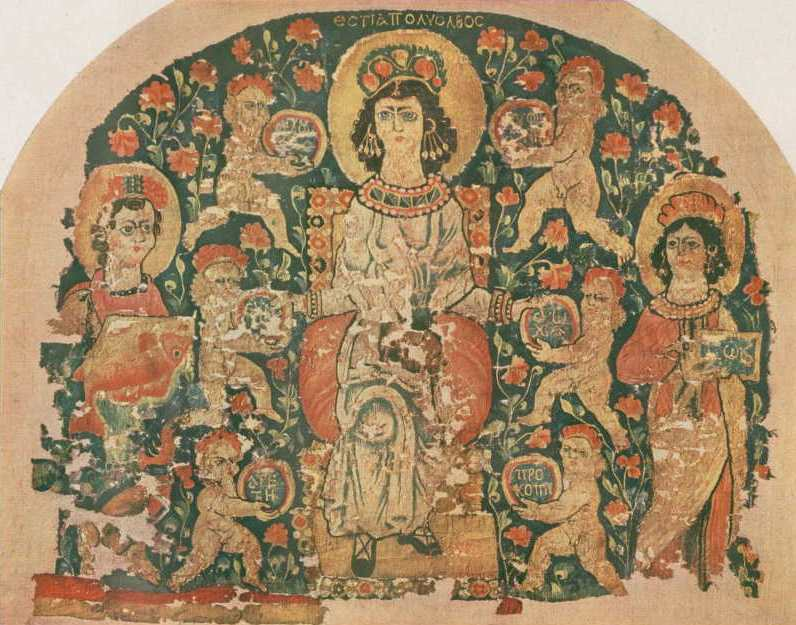
绣有赫斯提女神的埃及挂毯

敦巴顿橡树园博物馆坐拥大量的拜占庭与前哥伦比亚时期艺术品，同时也收藏了诸多欧洲艺术作品与家具。布利斯夫妇在20世纪上半叶开始收藏工作，并在那时已抱有进行长期收藏的想法。这项工作甚至在他们将敦巴顿捐赠给哈佛大学之后还在继续。
敦巴顿的拜占庭收藏囊括了涉及皇家艺术、世俗及宗教艺术的1200件作品，时间跨度从4世纪直到15世纪。这些作品不少都是由珍贵材料制成，体现了拜占庭艺术的奢华。然而，藏品中也包括一些大型作品，其中包括来自安提俄克（古叙利亚首都，今土耳其境内）的马赛克与浮雕，以及超过两百卷织物和种类繁多的钱币与印章。博物馆另藏有4卷手稿。除拜占庭藏品之外，博物馆还收藏了古希腊、古罗马的中世纪西方藏品以及来自古代近东地区、古埃及（法老王及托勒密时代）和伊斯兰文明的文物。
罗伯特·布利斯的前哥伦比亚时期艺术品收藏包含了代表古中美洲、南美洲北部和安第斯山脉文化的文物。其中，最重要的文物是一批石质雕刻，包括阿兹特克神祇和动物的雕像以及绘有疑似玛雅国王的浮雕。除此之外，敦巴顿博物馆还藏有属于奥尔梅克、维拉克鲁斯和特奥蒂瓦坎文化的人形雕像和玉雕的宗教物品、属于纳斯卡、莫切和瓦里文化的上色陶瓷。博物馆收藏的源于查文、兰巴耶克和齐穆文化的金银制品验证了安第斯地区金器技工的专业水准，而超过40卷织品和羽毛制品则体现了该地区纤维艺术的重要地位。
敦巴顿的建筑藏品（The House Collection）主要由橡树园内的历史建筑及其风格各异的内饰组成。其中，最主要的一件展品是文艺复兴风格的音乐厅。音乐厅的天花板与地面的设计灵感源自于巴黎附近的谢韦尔尼城堡（Château de Cheverny）的守卫室。装饰品由巴黎设计师阿曼德·拉图亲自制造。音乐室内陈列了精美的挂毯、雕像、绘画和15世纪至18世纪的家具。布利斯夫妇曾在音乐厅举办音乐演出和学术演讲，这两项职能也延续至今。

### 前哥伦比亚时期艺术展厅

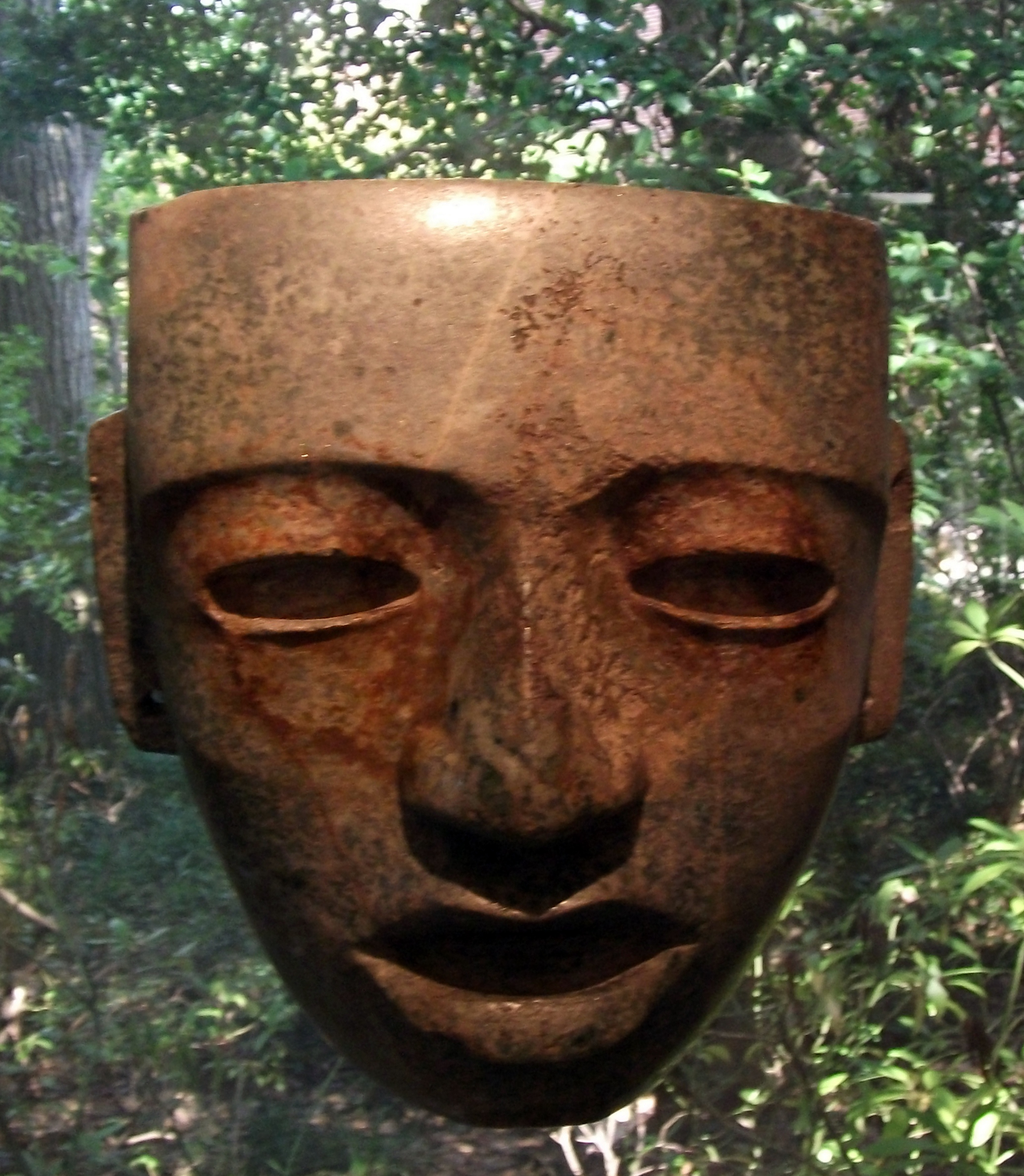
特奥蒂瓦坎石制面具（公元后200-500年）

1959年，布利斯夫妇委任纽约建筑师菲利普·约翰逊设计一个展馆用以陈列收藏的前哥伦比亚时期的艺术品。这座由八个带穹顶的展厅和一个露天的喷泉广场组成的建筑非常容易令人联想起伊斯兰建筑。约翰逊后来也承认其设计受到自己对16世纪早期土耳其建筑师米马尔·思南（Mimar Sinan）的建筑风格影响。展厅伫立在园内几处人造景观之一的小树林（Copse）中，建筑师为此特意将展厅的玻璃设计成弧形，以便更好地融合建筑本身和周边环境。约翰逊日后回想起自己的原意就是将建筑打造成风景的一部分，他声称自己想让花园的环境与藏品相协调，并通过制造树荫环绕、流水潺潺的氛围让两者融为一体。为更好地达到这种效果，建筑师在展厅和中央的喷泉之间设计了四个内部绿化区域。
约翰逊认为欣赏展馆的最佳方式是参观内部。因故，观众除了可以在展厅内观赏到绝佳的园景之外，还可以体悟到展厅匠心独具的环形设计。八个展厅的内部空间能够让游客近距离欣赏与学习美洲早期艺术。每个展厅直径均为25英尺（7.62公尺），四周是由大理石圆柱支撑的玻璃墙。展厅顶部有一圈铜板镶边，再往上则是一个低矮的穹顶；展厅的地板由柚木制成，从展厅中心成放射状向四周均匀散开，地板最外侧是一圈绿色斑点大理石镶带。

## 图书馆
敦巴顿橡树园研究图书馆拥有超过20万本藏书，为三大研究项目提供了学术资源。其中，有关拜占庭的藏书的主题包括晚期古典时代、早期基督教、拜占庭与中世纪的艺术与考古。这些藏书在布利斯时代约有8000卷，而今则增长到149000卷（包括超过550本学术刊物）。1964年，罗伯特·布利斯将由其私人收藏的2000卷古籍和有关早期美洲艺术人文史的重要著作悉数捐给图书馆。今日，涉及美洲早期历史的藏书已经达到32000卷。布利斯夫人的花园图书馆的藏书数量也高达27000卷，其中不古籍善本和稀有印制品。古籍收藏部藏有超过一万卷书籍、印刷品、绘画、照片和蓝图。由弗里德里克·金设计的古籍室建立于1963年，采用了18世纪图书室的装潢风格。古籍室收纳了布利斯夫人收藏了珍贵图书和绘画。

### 花园图书馆
布利斯夫人采纳了花园设计师碧翠丝·法兰德的建议，在1950年代扩张了原有的图书馆，时值她刚刚萌生了发展园艺建筑项目的想法。最终，VSBA建筑所设计的研究图书馆落成于2005年。新馆与旧馆并不在一处。园艺书籍收藏项目起源于布利斯夫人最初的一个目标，就是让一些珍贵图书免遭分拆展览的厄运。由于不少历史上的花园已经不复存在，所以这些藏书对研究它们具有重要的价值。馆藏的珍贵古籍中有17世纪乔瓦尼·法尔达（Giovanni Battista Falda）绘制的罗马城内花园的图稿、佩雷尔（Perelle）和西尔维斯特（Sylvestre）绘制的路易十四时期的凡尔赛宫花园和其余皇家花园的图纸以及18世纪早期简·基普（Jan Kip）和莱昂纳多·涅夫（Leonard Knyff）绘制的英国乡间庄园的鸟瞰图。因为今日所见的这些花园都呈现了不规则的风格，这些作品为曾经风行的规则几何形花园设计提供了少有的例证。
园艺建筑作为一个交叉学科，并非的许多子学科专家（例如建筑师、植物学家和园艺师）的研究领域。因而，花园图书馆的藏书也吸纳了包括埃博蒂（Alberti）、帕拉弟奥（Palladio）和赛里奥（Serlio）等建筑理论家的著作。此外，诸如克卢修斯（Clusius）、林奈（Linnaeus）的植物学著作和凯茨比（Catesby）的《卡罗莱纳自然历史》等书也被收录在书库中，而关于花园建筑（例如凉亭）的设计和喷泉以及水力学系统建造的书籍被归在雕塑和图像学的类别中。花园图书馆内的许多书籍记载了宏伟的花园和造园术。例如罗伯特·卡斯特尔（Robert Castell）的《古典别墅（插图版）》和安德鲁·唐宁（Andrew J. Towning）的《论景观园艺的理论与实践》。除此之外，馆藏书籍中不乏早期草药学、植物学以及园艺学的著作。对于庄园来说至为重要的农业学的著作也被收纳其中。这些学科的代表性的著作，例如1495年出版的Il libro della agricultura、1486年出版的Herbarius Latinus和1491年出版Hortus Sanitatis均被花园图书馆收藏。
随着植物学的发展，植物插画学也日臻完善。早期的木版画中的植物标本构图相对简单且失真。直到17世纪新式绘图技术（如金属雕版和蚀刻）出现之后，植物标本插画才变得更加生动逼真。这些技术也被艺术家们广泛运用于花果等静物的写生。另外，珠宝商、织毯工、家具装饰工也会用此来印制花纹样式。进入18世纪以后，彩色印刷的出现标志着植物插画技术的顶峰。历史上首位充分利用点彩雕刻法进行彩色印刷的艺术家是法国的约瑟夫·雷杜特（Joseph Redouté），其知名作品包括《玫瑰》（Les Roses）和《百合》（Liliacées）。花园图书馆收藏了雷杜特与同时代其他艺术家的一些作品，包括乔治·艾瑞特（Georg Dionysius Ehret, 1708-1770）的Plantae et papiliones rariores（1748-1759）。
除了印刷的书本之外，图书馆还收藏了一批涵盖类似主题的的手稿和绘画。知名的作品包括一张17世纪晚期的意大利花园平面图、Hans Puechfeldner的17世纪风格主义花园的精美绘画、一批由东方艺术家绘制的新发现的植物图集（时值欧洲殖民地向东扩展）。图书馆拥有的珍贵原品包括了Buchoz的水彩画《中式花园花卉》、克拉拉·蒲柏（Clara Maria Pope）为萨缪尔·柯蒂斯（Samuel Curtis）绘制的水粉画《花卉之美》、雷杜特的几幅水彩画、一张16世纪晚期雅克·勒芒（Jacques le Moyne）插画的微型手稿和一本早期意大利的草本书手稿。
尽管如此，图书馆的馆藏也不断地在扩张。近年获得的几个知名的藏品有1545年出版的弗朗西斯科·克隆那的（Francesco Colonna）的La Hypnerotomachia di Poliphilo、1624年出版的所罗门·考（Salomon de Caus）的La pratique et demonstration des horloges solaire和汉弗莱·雷普顿（Humphry Repton）的500块刻板风景画。

## 花园

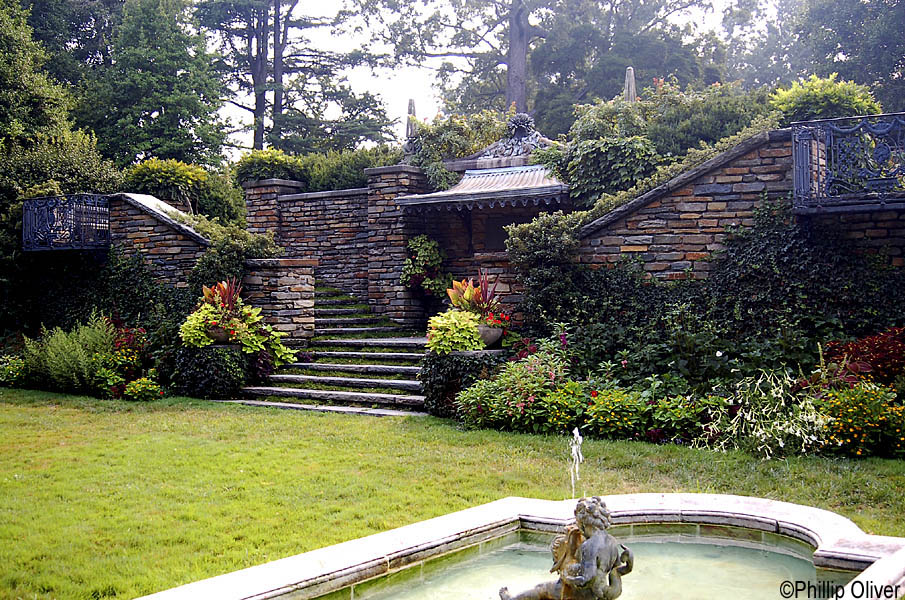
花园里的喷泉

1921年，碧翠丝·法兰德受雇为布利斯夫妇设计了橡树园的花园。此后的近30年时间，布利斯夫人和法兰德保持了亲密友好的合作关系，双方一道将庄园附近原有的农田变成了阶梯式的花园。新建的花园从靠近大宅处的典雅阶梯平台一路经过带有泳池、球场、果园和菜畦的功能区域，最后抵达庄园尽头的一片有乡村风格的旷野。为了让花园房更好地体现其风格和功能，布利斯夫人和法兰德精心挑选了一批植物和装饰物。自此之后，其他与布利斯夫人合作的建筑师，包括著名的鲁斯·哈维（Ruth Havey）和艾尔登·霍普金斯（Alden Hopkins）仅仅是在法兰德的的设计基础上对其进行修改。敦巴顿橡树园的花园于1939年首次对公众开放。原属庄园的敦巴顿橡树园公园（The Dumbarton Oaks Park）占地27英亩（约109265平方公尺），现已成为一个隶属于石溪公园（Rock Creek Park）的自然溪谷公园。

## 音乐厅

### 敦巴顿音乐之友
1946年设立的“音乐之友”（Friends of Music）项目向公众提供年度音乐表演的订购机会。
该项目基于国会图书馆的同名项目，而布利斯夫人是后者的长期会员。1958年，为庆祝布利斯夫妇金婚，亚伦·科普兰（Aaron Copland, 1900-1990）受托谱写了Nonet for Solo Strings （通常称作Nonet for Strings）。纳迪娅·布朗热（Nadia Boulanger）在1961年3月2日指挥国家交响乐团的9名成员进行了首次演出。科普兰将此曲献给了布朗热，以纪念两人长达40年的友谊。2006年，琼·托尔（Joan Tower）受托谱写了《敦巴顿五重奏》。此曲在2008年4月12日首度公演，由谱曲者担任钢琴师。

### 公共讲座
音乐厅定期举办公共讲座，主要介绍近期的研究发现或引发公众兴趣的学术主题。

## 历任馆长
| 姓名                              | 任期                    |
| --------------------------------- | ----------------------- |
| 约翰·撒切尔 John Seymour Thacher  | 1945（代理），1946-1969 |
| 威廉·泰勒 William R. Tyler        | 1969-1977               |
| 吉尔斯·康斯特布尔 Giles Constable | 1977-1984               |
| 罗伯特·托马森 Robert W. Thomson   | 1984-1989               |
| 安格利基·莱欧                     | 1989-1998               |
| 爱德华·基南 Edward L. Keenan      | 1998-2007               |
| 简·佐科夫斯基 Jan M. Ziolkowski   | 2007至今                |